# 宮崎周平
宮崎周平（日语：／ Miyazaki Shūhei），日本漫畫家，主要創作搞笑漫畫。代表作為在《週刊少年Jump》上連載的《我與機器子》。

## 經歷
原先是在建築公司畫設計圖的上班族，由於不自由的工作令其失去工作熱情，在辭去工作後開始畫起了漫畫。他自行上網查詢畫漫畫的方法，並創作出第一篇漫畫作品。該篇處女作在投稿赤塚獎後獲得了第77屆赤塚獎佳作，其後被刊登於《週刊少年Jump》2013年11號。
考慮到自己的畫技，宮崎認為自己除了搞笑漫畫以外沒有別的出路。其後他開始創作許多短篇，這些短篇接連被刊登在《週刊少年Jump》上，當中有幾部作品得到了在同本雜誌上連載的冨樫義博和島袋光年的肯定。
但於此同時，宮崎卻在《週刊少年Jump》的連載會議上屢屢碰壁。最初投稿連載會議是在2013年3月，在那之後的七年間，宮崎不斷地將作品投稿到連載會議，但也每次都被拒絕。在連載會議上落選的次數少說超過25次，最常被拒絕的理由是「這種畫沒辦法賣」「看不到作為商品的價值」。
在這七年間，曾在《週刊少年Jump》和《Jump GIGA》上獲得短期集中連載的機會，也曾在《少年Jump+》連載《約定的夢幻島》衍生漫畫《另一座約定的夢幻島》。在創作《另一座約定的夢幻島》的過程中，學習到如何創作出讓讀者產生出好感的角色。
最終在2020年，《我與機器子》成功通過了連載會議，並從《週刊少年Jump》2020年31號開始連載。

## 人物
興趣是漫畫與釣魚。在剛辭去工作時，曾猶豫要選哪一個當出路，最後因為處女作在赤塚賞得獎而走上了漫畫家的道路。曾表示若無法當漫畫家的話，應該會在山上找一份可以釣魚的工作。漫畫則是從小就喜歡少年漫畫，除了《週刊少年Jump》以外，也會讀《週刊少年Magazine》和《週刊少年Sunday》的作品。

## 作品列表

### 連載
- （短期集中連載，《週刊少年Jump》2014年31號—2014年33號）
- （《Jump GIGA》2016年1號—2016年4號）
- 另一座約定的夢幻島（《少年Jump+》2019年1月—2019年3月，全1冊）
- 我與機器子（《週刊少年Jump》2020年31號—連載中，已出版15冊）

### 短篇
- （第77屆赤塚獎（日语：赤塚賞）佳作作品[1]。《週刊少年Jump》2013年11號）
- （《週刊少年Jump》2013年48號）
- （《週刊少年Jump》2014年43號）
- （《週刊少年Jump》2017年1號）
- 另一座約定的夢幻島（《Jump GIGA》2018年夏季3號、《週刊少年Jump》2014年44號[9]）
- （《週刊少年Jump》2020年18號）